# Kote Mardżaniszwili
Konstantine (Kote) Mardżaniszwili (gruz. კონსტანტინე (კოტე) მარჯანიშვილი, ros. Константин Александрович Марджанов, Konstantin Aleksandrowicz Mardżanow; ur. 9 czerwca 1872 w Kwareli, zm. 17 kwietnia 1933 w Moskwie) – gruziński aktor i reżyser teatralny i filmowy.

## Życiorys
Od 1893 pracował w Kutaisi, a od 1897 w rosyjskich teatrach, w tym  w latach 1910–1913 w Moskiewskim Akademickim Teatrze Artystycznym. Następnie zorganizował w Moskwie Wolny Teatr. Współpracował i kierował wieloma teatrami, m.in. w Kijowie, Rydze, Odessie, Moskwie i Petersburgu. W 1920 zorganizował w Piotrogrodzie Teatr Opery Komicznej, brał udział w wystawianiu spektakli teatralnych dla masowej widowni.
Od 1922 był organizatorem życia teatralnego w Gruzji, w latach 1922–1926 kierował Teatrem im. Szoty Rustawelego w Tbilisi, w 1928 założył II Państwowy Teatr Dramatyczny w Kutaisi (w 1930 przeniesiony do Tbilisi, w 1933 nazwany jego imieniem).
Wystawiał sztuki gruzińskie i rosyjskie, klasyczne i współczesne dramaty europejskie, m.in. Owcze źródło Lope de Vegi. Wystawiał także opery i operetki.
W latach 1924–1929 był także reżyserem filmowym. W ostatnich latach, nie zrywając związków z Gruzją, wystawiał spektakle w moskiewskich teatrach.